# Rainer Juriatti
Rainer Juriatti (* 24. November 1964 in Bludenz) ist österreichischer Schriftsteller und Schauspieler.

## Leben
Juriatti ist Vorarlberger mit Trentiner Wurzeln und maturierte im Jahre 1986. Nach einigen Jahren Tätigkeit im Film- und Werbebereich war er acht Jahre in der Suchtarbeit tätig, weiters drei Jahre als Internatsleiter in Feldkirch. Juriatti ist seit 2001 in der Pressearbeit und Werbung aktiv, als Schriftsteller ist Juriatti seit 2001 Mitglied bei Literatur Vorarlberg und seit 2017 Mitglied im P.E.N.-Club Liechtenstein. Bedingt durch die Corona-Pandemie entschloss sich Juriatti, eine Schauspielausbildung zu absolvieren, die er mit der Bühnenreifeprüfung vor der Paritätischen Prüfungskommission im Jahr 2023 abschloss. Juriatti lebt mit seiner Familie seit 2011 in Graz.

## Auszeichnungen
- 1987 Prix jeunesse (Filmfestival Alpinale) für Land of Confusion
- 2011 Vorarlberger Literaturstipendium für Späte Dämmerung

## Publikationen
- Kramuri. Gedichte und Kurzgeschichten, 1985–1995, Freipresse Verlag, Bludenz 1995, ISBN 3-85176-024-7.
- Sandlandfahrt. Roman, Freipresse Verlag, Bludenz 2000, ISBN 3-85193-043-6.
- mit Walter Buder: Signum magnum. Musikalische bildnerische Performance mit Bruno Oberhammer und Johannes Kaufmann, Kunstverlag Fink, Lindenberg 2003, ISBN 3-89870-140-9.
- rama suri. aus der Kladde in die Kladde. Texte, Erzählungen, Freipresse Verlag, Bludenz 2003, ISBN 3-85193-046-0.
- 47 Minuten und 11 Sekunden im Leben der Marie Bender. Otto Müller Verlag, Salzburg 2008, ISBN 978-3-7013-1140-8.[1][2]
- Die gedehnte Zeit. Otto Müller Verlag, Salzburg 2010, ISBN 978-3-7013-1175-0.
- Strandschatten. Roman, Der Kollektiv Verlag, ISBN 978-3-200-07045-5.
- Werte Henker. Theatermonolog, Der Kollektiv Verlag, ISBN 978-3-200-07057-8.
- Die Abwesenheit des Glücks. Erzählung, Der Kollektiv Verlag, ISBN 978-3-99039-127-3.

## Film & Bühne
- Chips und Seestern. Drehbuchdebüt, 1988
- Land of Confusion, Kurzfilm (Prix jeunesse), 1987
- Synchronisation in Birkenwald. nach Viktor E. Frankl, Verfilmung nach dem Originaltext 1996 (2021 Untertitelung des Filmes durch das Israelische Fernsehen auf Hebräisch; Ausstrahlung 2021; Aufnahme des Filmes in die Archive des Yad Vashem, Israel)
- Keine Schwarze Meer. Dokumentation über die Assimilation der Trentiner Einwanderer in Vorarlberg, 72 Minuten, 1993.
- Die Abwesenheit des Glücks. Drehbuch, 2019.[3]
- Reisen durch Absurdistan: kabarettistisch-musikalischer Abend (mit Philipp Lingg), 90 Minuten
- 2020–2022 div. Theaterrollen an der Oper Graz, u. a. Reb Nachum in Anatevka, Steward in Die Passagierin
- 2023: Sommertheater im Hoftheater in Höf/Präbach: Nestroys Der Talisman, Rolle: Spund
- 2024: Männliche Hauptrolle in "Das Wechselbälgchen" von Christine Lavant; Hoftheater Höf/Präbach.
- 2024: 1.200 km für Sternenkinder: Ultramarathon für die Sternenkindhilfe quer durch Österreich.